# Rio Bonito do Iguaçu
Rio Bonito do Iguaçu är en kommun i Brasilien.   Den ligger i delstaten Paraná, i den södra delen av landet, 1 200 km söder om huvudstaden Brasília. Antalet invånare är 13 660.
I omgivningarna runt Rio Bonito do Iguaçu växer i huvudsak städsegrön lövskog. Runt Rio Bonito do Iguaçu är det glesbefolkat, med 12 invånare per kvadratkilometer.